# I'm proud
「I'm Proud」（アイム・プラウド）は、日本の女性歌手、華原朋美の3作目のシングル。小室哲哉プロデュースによる楽曲である。

## 背景
表題曲は、 本人出演のTBC（東京ビューティセンター）「the レディ・エステティック」のCMソング。当時のプロデューサー小室哲哉と共に出演し、“恋よりキレイになれるもの”のキャッチコピーにシンデレラストーリー仕立てのPVと連動したCMが話題を呼んだ。
レコーディングやPVの撮影はロサンゼルスで行われた。ハンティントンビーチでジャケット撮影時、高熱でダウン寸前だったが、根気で乗り切ったと後に本人が語っている。

この曲で、1996年の『第47回NHK紅白歌合戦』に初出場し、小室がピアノ演奏として参加。

## 音楽性
「proud」という動詞の場合、「of～」と目的格がつかなければ文法として成り立たず、誤った英語であると「題名のない音楽会」において黛敏郎が指摘していた。

## 制作
制作にあたって小室が描いたイメージは「風と共に去りぬ」。小室曰く、”数多くの小室作品の中でも5本の指に入る力作”であり、「1st、2ndは手探りでやっていたが、とてつもない速さで自分をどう表現するかという力を身に着け、難しい楽曲を歌うことができるようになった」と当時語っている。華原自身も「『keep yourself alive』『I BELIEVE』では『強さ』を歌っていたけど、今度は『強さの裏にある優しさ』を歌った。『他人に優しくなれる力強さを持ちたい』と思っている方に歌ってほしい」と語っている。
冒頭のサビを終えた直後の間奏からAメロにかけて、ヨハン・ゼバスティアン・バッハ以前の時代に使われていた教会旋法の中からドリア旋法を用いて書かれており、敢えて現代の調性に合わないように見せかけたのち、Bメロで日本のヨナ抜き音階を取り込んでいるなど、高校までの音楽の授業で習うような理論の範疇を超えて作曲されており、小室の手腕の高さが窺える。

### 歌詞
華原の要望も受けて小室は歌詞を書き換えており、曲自体はデビュー前にある程度出来ていたが、歌詞を完成させるのに時間がかかった。小室はロサンゼルスへ向かう飛行機内で完成させたが、ホテルで華原に見せたところ「どこが気になったのか未だに分からないんだけど、ロスのホテルの暖炉に丸めて捨てられたんだよね。気に入らないとまでは言わなかったけど、なんか嫌だったみたい」と告白。華原は当時のことを「勝気というか、ロックンローラーというか、『曲げたくないところは曲げたくない』って部分はあったと思う」と懐古し、小室は「ありがとうって言ってもらうつもりもなかったけど、『どうかな？』っていう感じ」と回想している。その歌詞は「覚えてないんだよ。一行一行でポンポン書いていったので」と自分でも内容を思い出せないという。
当初、サビフレーズの歌詞「いちごの様に」の果物の部分は“りんご”であったが、華原は小室がシャンパンのグラスの中にイチゴを入れる様子を見て、「I'm Proud」の歌詞に華原自身も好きな「いちご」という言葉を入れるのはどうかと提案し、最終的に“いちご”に変更されている。

## アートワーク
ロサンゼルスから自動車で1時間ほど掛かるハンティントンビーチでシングルジャケット・宣伝写真の撮影が行われた。
現地で朝から降り続いた雨がほんの1時間程上がった間に、曇り空の下で、華原の「この歌のイメージをファンの皆さんにもっと理解して頂ける様に」という意向から、15cm髪を切った姿が撮影された。同時進行で歌う姿も撮影されて、PVに使用された。

## ミュージック・ビデオ
PVは超高層ビル「1100ウィルシャー」の屋上とスタジオで撮影されPVとメイキングが収められたシングル・ビデオは、同年3月27日に発売された。セレブ感を出すために「PRADA」「GUCCI」などのハイブランドでファッションも統一している。ロスには珍しくあいにくの雨模様だったが、予算の関係から撮影が強行された。華原によると、撮影中、地元のメディアが騒ぎ出し取材を始める騒動となった。当初は撮影のためにヘリを2機飛ばしていたものの、撮影中にどんどんヘリの数が増えていったためテンションが上がっていったという。

## 評価
小室は「譜割り・キー・転調のどれもがかなりハードで、『よくこんな綱渡りができたなー』と他人事の様に関心します。家でピアノだけでこの曲を弾いてKEIKOに歌ってもらって、『いい曲だなー』と思ったり、KEIKOから『主人公が可愛い女の子だね』と言われたり。『少女はこうあってほしい』という僕の理想なんでしょうね」と振り返っている。
市川哲史は「本作に限ったことではありませんが、TKの楽曲群は歌い手のキャラをすべからく無視しています。『少女の凛々しさ・センチメンタリズム・ポジティヴィティーの美しさ』への一方的な解釈からくる尋常ではない情景・シンパシー・賛美に強く惹かれました。そんなTKの理想の少女像が本作ではそのまま書かれています。歌詞はくれぐれも覚悟してお読みください。どうだまいったかのフェミニズム大感謝祭です」と評している。

## チャート成績
発売日がB'zの「ミエナイチカラ 〜INVISIBLE ONE〜/MOVE」と重なったため、初動セールス争いでは敗れオリコン1位獲得は逃したが、年間累計セールスでは同曲を上回った。
前作「I BELIEVE」に続く2作連続でミリオンヒットであり、華原朋美最大のヒット曲。同年のオリコン年間シングルチャートでは安室奈美恵を抑えて女性ソロでは1位、年間カラオケランキング1位を記録。

### 主な記録
- 登場6週目でミリオンセラーを達成。
- オリコン・1996年度年間シングルチャート8位。
- オリコン・年間カラオケリクエスト回数1位。
- オリコン・年間アーティストセールス6位。
- 「第38回日本レコード大賞」優秀作品賞[1]。
- HEY!HEY!HEY! MUSIC CHAMP・パーフェクトランキング 3 YEARS BEST 100（95・96・97） 9位。
- オリコン・1997年間カラオケリクエスト回数 11位。
- 2005年元日に放送されたテレビ朝日「全部歌えるカラオケ祭り日本の名曲ベスト100」の歴代カラオケランキングで4位。
- 2005年にNHKが実施した「スキウタ〜紅白みんなでアンケート〜」で紅組77位。

## 収録曲
- 作詞・作曲・編曲：小室哲哉

Mix:Keith Cohen
1. I'm Proud [Radio Edit]
2. I'm Proud [Extended Mix]
3. I'm Proud [Orchestral Mix]
4. I'm Proud [Instrumental]
  - 1曲目の[Radio Edit]ではなく、[full version]（もしくは[Original Mix]）のものである。

(C) 1996 バーニングパブリッシャーズ & ジェネオン音楽出版

## タイアップ
| # | 楽曲名                     | タイアップ                                | 出典 |
| - | -------------------------- | ----------------------------------------- | ---- |
| 1 | 「I'm Proud [Radio Edit]」 | TBC『the レディ・エステティック』CMソング |      |

## 収録CD・PV集
- 1stアルバム「LOVE BRACE」
I'm Proud [full version]

ベスト・アルバム
- kahala compilation
I'm Proud [full version]
- Best Selection
I'm Proud [Radio Edit]
- Super Best Singles 〜10th Anniversary〜
I'm Proud [Radio Edit]
- ALL TIME SINGLES BEST
I'm Proud [Radio Edit]

PV集
- VHS「I'm proud」
I'm proud [Radio Edit]　＋メイキングインタビュー
- DVD「very best of MUSIC CLIPS」
I'm proud [Radio Edit]
- ALL TIME SINGLES BEST（初回限定版DVD）
I'm proud [Radio Edit]

その他
- 24thシングル「涙の続き」カップリング
I'm proud 2005 - ヴォーカル再レコーディング&ジャジー調アレンジ
- 27thシングル「夢やぶれて -I DREAMED A DREAM-」カップリング
- セルフカバー・ベストアルバム「DREAM -Self Cover Best-」
I'm proud -2013 Orchestra Ver.- - ヴォーカル再レコーディング&フルオーケストラ演奏
- 10周年記念6thアルバム「NAKED」初回限定盤DVD
I'm proud  -special version from 僕らの音楽2-
- 「HOW TO MAKE TOMOMI KAHALA 華原朋美はいかにして華原朋美となり得たか」
ローソン予約限定で発売されたヒストリー・ビデオ

## カバー
- 黒人女性3人組のSISTER Kが、小室作品カバー・アルバム『DEPERTURES』（1999年6月23日発売）でカバーしている。
- スピッツが1999年に、ファンクラブ会員限定ライヴ「go!go!scandinavia」を行った際の、お土産デモテープの中で「スピッツのアイムプラウド」としてカバーしている。
- 台湾出身で小室プロデュースとしてデビューした女性歌手Ringが、自身のアルバム『TEEN'S RING』（1999年7月22日発売）で「I'm proud」（Mandarin Language Version）をカバーしている。
- HONDALADY・FARMSTAY・航空電子のインディーズ3バンドが「I'm Proud EP」として同時カバーし、色違いのシングルとして2006年5月10日に同時発売している。
- 嘉門達夫も1996年に発売された「TK替え歌メドレー2」の中で、「天ぷらうどん」を主体とした替え歌で歌っている。
- 「TVアニメ『らき☆すた』エンディングテーマ集 〜ある日のカラオケボックス〜」にて柊かがみ（加藤英美里）が [full version]をカバーしていたが、曲中の台詞では声の高さなどに大苦戦している様子が描かれた。
- ファッションモデルの高瀬洋子が2008年10月15日に発売したカバーアルバム『J-COVER〜Sick Love〜』に収録。
- サカモト教授がアルバム『サカモト教授の8bit ジュークボックス』にてチップチューンカバーした。
- May J.が2012年のアルバム『SECRET DIARY』でカバー。ミュージックビデオも収録している。
- 川畑要が2014年12月10日に発売したカバーアルバム『ON THE WAY HOME』に収録[7]。
- Lynx Eyes（Raychell） - ゲーム『D4DJ Groovy Mix』に収録。[8]

## 備考
- 華原の大ファンであった深田恭子は、ホリプロタレントスカウトキャラバン・オーディションでこの曲を歌ってグランプリを獲得し、芸能界入りを果たした。
- 浜崎あゆみは2004年10月の『ミュージックステーションSP』で、自身が選ぶ思い出に残るラブソングとして「I'm proud」を挙げている。
- 坂本美雨は、当時この曲をカラオケで歌っており、偶然その歌声を聴いていた音楽関係者の推薦を経て、覆面歌手SISTER M（ 坂本龍一の娘）としてデビューを果たした。